# 白湯
白湯（さゆ）は、水を沸かしただけで何も入れていない湯のこと。
湯冷まし（ゆざまし）は、湯をぬるく冷ました物。

## 用途

### 飲用
新生児や体の弱っている者の水分補給に少量の白湯を飲ませたり、薬を飲む際に一緒に飲んだりする。薬の飲み方として、冷たい水を避け、できるだけ多めの水かぬるま湯で飲むことが望ましいとされる。また、水を加熱し、5分程度沸騰させれば、ほとんど全ての病原菌を死滅させることが可能なため、災害時には安全な飲用水となる。
2020年代にはペットボトル入りの白湯を複数社が販売している。アサヒ飲料は2014年に「富士山のバナジウム天然水ホット」を発売したものの目標未達により1シーズンのみで終売したが、白湯を飲む人が増えているという市場調査をもとに開発した「おいしい水 天然水 白湯」を2022年（令和4年）11月に売り出したところ好調で、「味やカフェインがない温かい飲料がほしかった」という声が寄せられているという。

### 料理用
カップ麺や湯漬け、即席茶漬けなど料理にもお湯を用いる場合がある。懐石料理では、お焦げを白湯に入れて薄く塩味をつけた焦がし湯に用いる。

## 中国における白湯
中国では年間を通じて白湯を飲む習慣が根付いているほか、体調がすぐれない時には「とりあえず白湯をたくさん飲むように」と言われるなど、まるで白湯が万能薬であるかのように扱われている。中国では紀元前まで遡る『孟子』で既に「冬には湯を飲み、夏には水を飲む」と白湯を飲む習慣が記載されている。さらに、西洋の細菌学が流入し、水を煮沸することによる殺菌効果が知られてからは、中華民国時代の1936年に「新生活運動」を、中華人民共和国建国後の1951年には「愛国衛生運動」が全国的に展開され、白湯を飲むことを推奨した。これにより新婚夫婦が新居に準備すべきものの一つとして、新品の魔法瓶がマストアイテムになったり、米『ロサンゼルス・タイムズ』紙に「嘘のようなホントの話 中国で飲み物と言えば白湯だけ」と題する文章が掲載されたりするなど社会に定着している。そのため、中国人は欧米人や日本人が冷たい氷水を飲むことは奇妙かつ極めて不健康な行為だと感じていたが、年々変化は進んでおり、白湯ではなくコールドドリンクを楽しむ中国人の若者も増えてきている。